# Mount Milton
Mount Milton ist ein 3000 m hoher Berg im westantarktischen Ellsworthland. Er ragt 18 km südsüdöstlich des Mount Craddock und 2,5 km südöstlich des Mount Southwick im südlichen Teil der Sentinel Range des Ellsworthgebirges auf.
Der United States Geological Survey kartierte ihn anhand eigener Vermessungen und Luftaufnahmen der United States Navy zwischen 1957 und 1959. Das Advisory Committee on Antarctic Names benannte ihn 1961 nach Patrick G. Milton, Flugmaschinenmaat und Flugzeugführer beim Luftaufklärungsflug über das Ellsworthgebirge am 28. Januar 1958.